# معادلة شرودنغر-نيوتن
معادلة شرودنغر-نيوتن (Schrödinger–Newton equations) هي إدخال تعديلات على معادلة شرودنغر من قانون غاوس للجاذبية ,
اقترحها روجر بنروز في كتاب The Road to Reality تصف رياضيا المستويات الأساسية المشاركة في الجذب والناتجة عن انهيار الدالة الموجية:
{\displaystyle i\hbar {\frac {\partial \Psi }{\partial t}}=-{\frac {\hbar ^{2}}{2m}}\nabla ^{2}\Psi +V\Psi +m\Phi \Psi }
{\displaystyle \nabla ^{2}\Phi =4\pi G\rho |\Psi |^{2}}
عندما تكون طاقة نيوتن شبه الكامنة {\displaystyle \Phi }
{\displaystyle \Phi (\mathbf {x} ,t)=-G\int _{}^{}{\frac {\rho |\Psi (\mathbf {y} ,t)|^{2}}{|\mathbf {x} -\mathbf {y} |}}\,d^{3}\mathbf {y} }
{\displaystyle \rho } كثافة الكتلة الكلاسيكية
توضح هذه المعادلة أن الطاقة الكامنة والعزم هي كميات محفوظة ,كما تتذبذب نقطة التماثل الوهمية ويتغير طور الموجه خلال الزمن.